# COP Trenčín
Centrum olympijskej prípravy (COP) – ośrodek utworzony w 1995 roku w Trenczynie przez Słowacki Związek Piłki Siatkowej (słow. Slovenská Volejbalová Federácia, SVF) przy ówczesnym Gimnazjum Sportowym (Športové gymnázium), obecnie Sportowej Szkole Średniej (Stredná športová škola, SŠŠ). Jego głównym celem jest kształcenie młodych zawodników, którzy w przyszłości mają reprezentować Słowację na arenie krajowej i międzynarodowej.
Przy COP działa siatkarski klub COP Volley, który występuje na specjalnych zasadach w najwyższej klasie rozgrywkowej – extralidze. Do końca sezonu 2011/2012 głównym sponsorem klubu było przedsiębiorstwo ATC.
Początkowo gimnazjum sportowe nie miało własnej sali, więc siatkarze musieli korzystać z różnych hal w Trenczynie i sąsiedniej miejscowości Nemšová. W późniejszych latach domowe mecze COP Volley rozgrywał w hali średniej szkoły zawodowej handlu i usług (Stredná odborná škola obchodu a služieb) oraz w miejskiej hali sportowej (Mestská športová hala). W 2018 roku na terenie kampusu SŠŠ wybudowana została hala sportowa.
Poza oddziałem w Trenczynie funkcjonuje również szkoła w Nitrze przeznaczona dla dziewcząt.